# Халуге
Халуге (серб. Халуге / Haluge) — село в общине Вишеград Республики Сербской Боснии и Герцеговины. Население составляет 46 человек по переписи 2013 года.